# 閑定の滝
閑定の滝（かんじょうのたき）は、徳島県美馬市穴吹町口山にある閑定谷川の滝。落差は33.3m。とくしま水紀行50選選定。

## 地理
穴吹川の支流である閑定谷川にあり、段瀑と渓流瀑の2つの流れが並んで落ちるめずらしい滝である。
急峻な友内山より一直線に流れる閑定谷川の水は、泡を吹きながらこの滝を落下して、シブキは道行く人の衣類を濡らしたともいわれている。6月から7月にかけては岩つつじやヤマブキ、ネムノキの花等が周囲に咲き誇る。

## 交通
- JR徳島線「穴吹駅」より車で約20分。